# Șurub

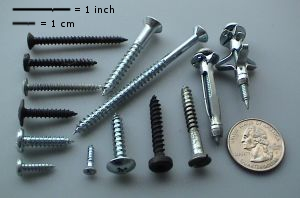
Holzșuruburi de lemn și metal.

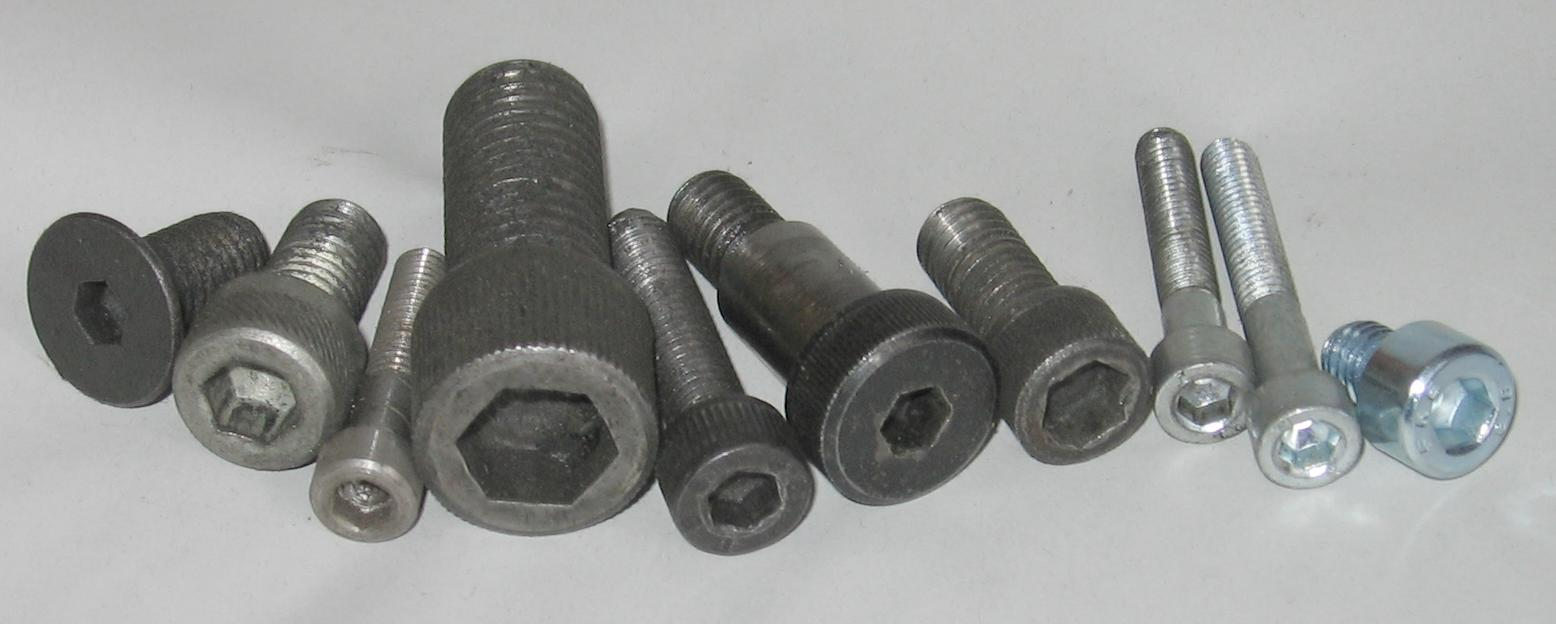
Șuruburi Allen cu cheie imbus interioară.

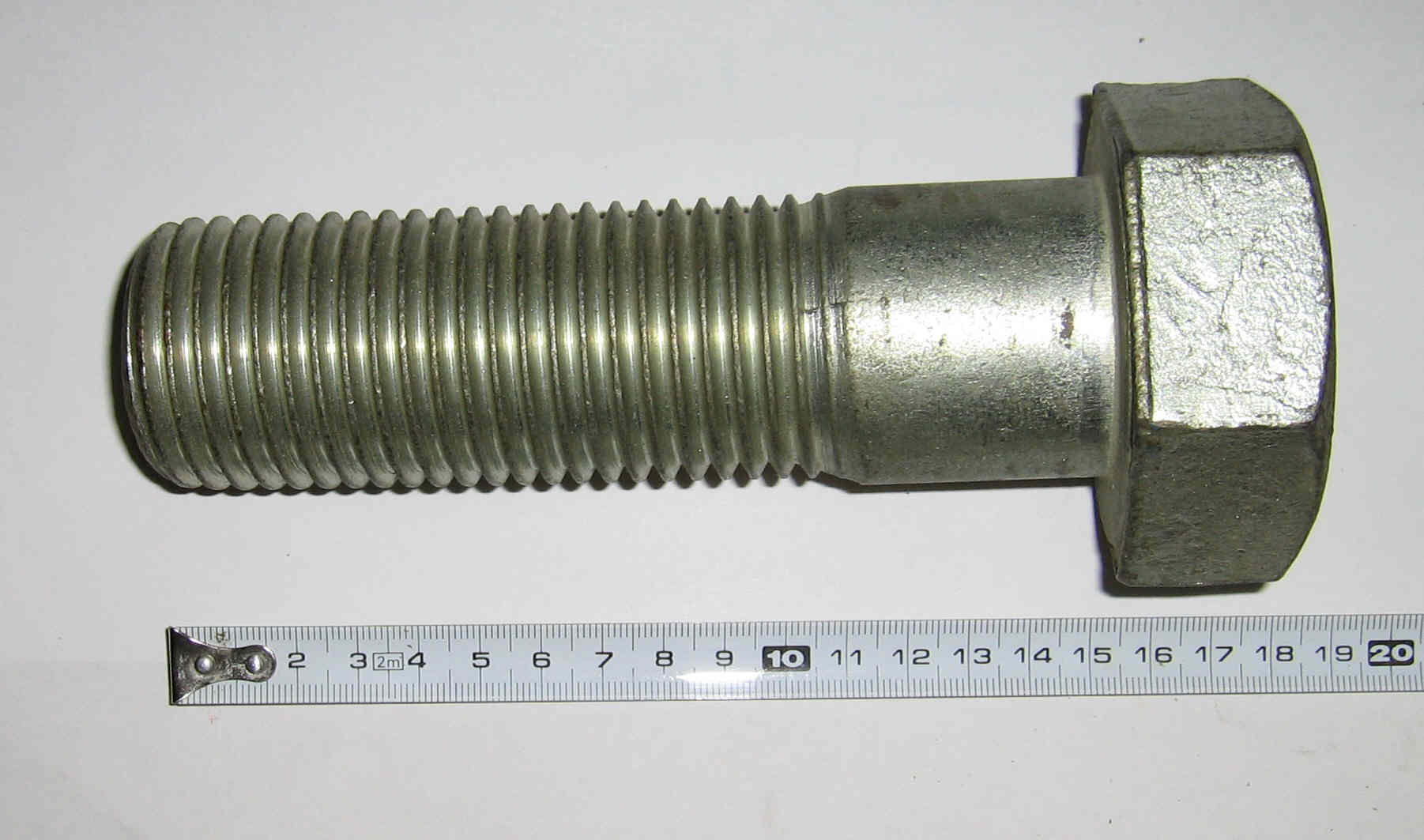
Șurub cu cap hexagonal M45×160.

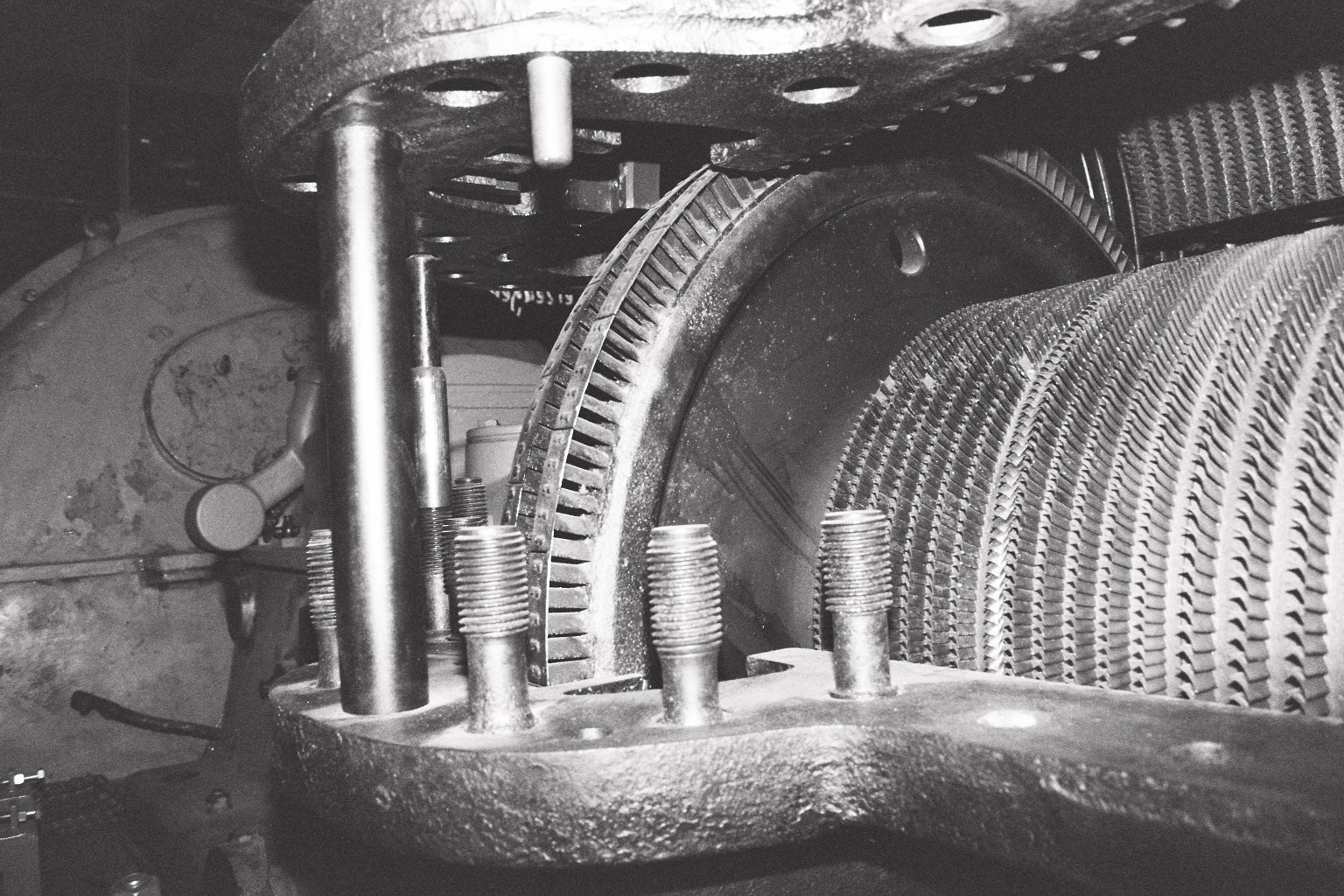
știfturi pentru căminul unor turbine cu abur cu bolturi filetate în ambele capete fără cap de șurub.

Se numește șurub un organ de mașină în forma unei tije cu cap, care are o nervură elicoidală numită filet extern, utilizat la realizarea de fixări mecanice, de îmbinări demontabile a două ori a mai multor piese, sau pentru transmitere de forțe și mișcări într-un mecanism. Există, tehnic și alte utilizări ale șurubului. Se folosește frecvent împreună cu organul de mașină pereche, numit piuliță care are un filet intern.

## Originile istorice
Primul organ de mașină cunoscut utilizând o tijă elicoidală este în șurubul lui Arhimede (dar aceasta este o utilizare dinamică de tip "elicoid"). Principiul nu a fost utilizat până în perioada Renașterii ca mijloc de fixare, în ceasuri, mașini de război, precum și alte construcții mecanice. Leonardo apoi a dezvoltat metode pentru fabricarea lor. Cu toate acestea, ele continuă să fie făcute manual și fără standardizare, chiar și după începutul revoluției industriale.
Șuruburile sunt fabricate industrial din secolul al XIX-lea. Șuruburile făcute în secolul al XIX-lea s-au crestat. Apoi la începutul secolului al XX-lea, pentru a preveni șurubelnița să alunece pe capul șurubului, canadianul Peter L. Robertson a inventat șuruburile cu cap pătrat. În același timp, un american a inventat șuruburile Phillips pentru a rezolva aceeași problemă. Șuruburile cu cap pătrat sunt foarte populare în Canada, în timp ce șuruburile Phillips sunt foarte populare în întreaga lume. Cu toate acestea, s-a impus includerea și găsirea tuturor tipurilor de șuruburi în toate țările.

## Descriere
Șurubul se compune din următoarele părți:
- o tijă cilindrică sau conică extern filetată, pe toată lungimea sa sau numai pe o porțiune,
- un cap de șurub de diverse forme,
- o parte cilindrică netedă, opțională, care poate fi susținută pe gaura de tijei,
- secțiuni filetate, opționale, asigurând tensionarea îmbinării șurub, de ex. bolturi filetate,
- un vârf conic, opțional, care asigură dirijarea șurubului sau alezajul la substrat.

Șurubul se realizează în general, din metal, dar și din lemn sau material plastic. 
Există un caz particular în care filetul ia forma unei spirale reliefate pe o suprafață plană. Acesta se aplică la construcția universalului cu trei bacuri utilizat (și) la mașini unelte.

## Clasificarea șuruburilor

### După forma capului
- Șuruburi cu cap cilindric
  - cu cap cilindric striat
  - Șuruburi cu cap cilindric și locaș hexagonal
  - Șuruburi cu cap cilindric crestat
  - Șuruburi cu cap cilindric și locaș cruciform
- Șuruburi cu cap pătrat
- Șuruburi cu cap pătrat mic
- Șuruburi cu cap pătrat excentric
- Șuruburi cu cap hexagonal
- Șuruburi cu cap înecat
  - Șuruburi cu cap înecat și locaș hexagonal
  - Șuruburi cu cap înecat crestat
  - Șuruburi cu cap înecat și locaș cruciform
  - Șuruburi cu cap înecat și nas
- Șuruburi cu cap semiînecat
  - Șuruburi cu cap semiînecat și crestătură
  - Șuruburi cu cap semiînecat și locaș cruciform
- Șuruburi cu ochi
- Șuruburi cu cap bombat
  - Șuruburi cu cap bombat și nas
  - Șuruburi cu cap bombat și locaș cruciform
  - Șuruburi cu cap bombat și locaș hexagonal
  - Șuruburi cu cap bombat și crestătură
- Șuruburi fără cap (știfturi filetate)
  - Șuruburi fără cap cu crestătură
  - Șuruburi fără cap cu locaș hexagonal
  - Șuruburi fără cap cu locaș cruciform
- Șuruburi cu două capete filetate stânga - dreapta (tiranți)
- Prezoane (Șurubul care are ambele extremități filetate, din care una se înșurubează într-o gaură filetată a uneia din piesele asamblate, iar cealaltă trece liber printr-o gaură străpunsă, netedă, a celeilalte piese, asamblarea pieselor făcându-se cu ajutorul unei piulițe înșurubate pe această din urmă extremitate, se numește prezon sau șurub-prizonier.[1])
- Tije filetate

### După rolul funcțional
- Șuruburi de fixare
- Șuruburi pentru realizarea de îmbinări demontabile
- Șuruburi pentru transmiterea de forțe și mișcări
- Șuruburi pentru reglare (pozițională)
- Șuruburi pentru măsurare Se folosesc în general în construcția instrumentelor de măsură de mare precizie (de exemplu la micrometre).
- Șuruburi autofiletante, care "taie" singure filet în materialul "contrapieselor" (lemn, os, tablă, masă plastică)

### Șurub cu cap hexagonal
Este cel mai frecvent și mai puțin costisitoar de tip de șuruburi. Acesta este caracterizat prin nevoia ca șurubul să fie accesat din exterior, practic fiind folosit în locuri unde acest lucru este posibil.
Sunt disponibile aproape toate modelele, cum ar fi șuruburi pentru lemn, șuruburi autofiletante, șuruburi metrice și inch (piuliță) și multe alte variante. Pentru înșurubare poate fi folosită o cheie stelară tubulară. Există mai departe cu secțiune filetată parțial (MSZ 2363, DIN 933, ISO 4014), cu secțiune filetată complet (DIN 2360, DIN 931, ISO 4017), versiune cu flanșă (DIN 6921) și versiunea cu adâncitură hexagonală (ISO 4762).

## Caracteristici mecanice pe fiecare grupă de calitate la temperatura mediului ambiant
| Caracteristica mecanică                       | Grupe de caracteristici mecanice | Grupe de caracteristici mecanice | Grupe de caracteristici mecanice | Grupe de caracteristici mecanice | Grupe de caracteristici mecanice | Grupe de caracteristici mecanice | Grupe de caracteristici mecanice | Grupe de caracteristici mecanice | Grupe de caracteristici mecanice | Grupe de caracteristici mecanice |                     |
| --------------------------------------------- | -------------------------------- | -------------------------------- | -------------------------------- | -------------------------------- | -------------------------------- | -------------------------------- | -------------------------------- | -------------------------------- | -------------------------------- | -------------------------------- | ------------------- |
| Caracteristica mecanică                       |                                  |                                  | 4.6                              | 4.8                              | 5.8                              | 6.8                              | 8.8 pînă la M16                  | 8.8 după M16                     | 10.9                             | 12.9                             |                     |
| Rezistența la rupere la tracțiune – Rm(N/mm2) |                                  | NOM                              | 400                              | 400                              | 500                              | 600                              | 800                              | 800                              | 1000                             | 1200                             |                     |
| Rezistența la rupere la tracțiune – Rm(N/mm2) | MIN                              | 400                              | 420                              | 500                              | 600                              | 800                              | 830                              | 1040                             | 1220                             |                                  |                     |
| Duritate Brinnel F=30*D2 HB                   |                                  | MIN                              | 114                              | 124                              | 152                              | 181                              | 219                              | 242                              | 295                              | 353                              |                     |
| Duritate Brinnel F=30*D2 HB                   | MAX                              | 209                              | 209                              | 209                              | 238                              | 285                              | 319                              | 363                              | 412                              |                                  |                     |
| Duritate Rockwell                             | HRB                              | MIN                              | 67                               | 71                               | 82                               | 89                               |                                  |                                  |                                  |                                  |                     |
| Duritate Rockwell                             | HRB                              | MAX                              | 95                               | 95                               | 95                               | 99.5                             |                                  |                                  |                                  |                                  |                     |
| Duritate Rockwell                             | HRC                              | MIN                              |                                  |                                  |                                  |                                  | 20                               | 23                               | 31                               | 38                               |                     |
| Duritate Rockwell                             | HRC                              | MAX                              |                                  |                                  |                                  |                                  | 30                               | 34                               | 39                               | 44                               |                     |
| Duritate Vickers                              | HV                               | MIN                              | 120                              | 130                              | 160                              | 190                              | 230                              | 255                              | 310                              | 372                              |                     |
| Duritate Vickers                              | HV                               | MAX                              | 220                              | 220                              | 220                              | 250                              | 300                              | 336                              | 382                              | 434                              |                     |
| Duritate superficială                         | HV0.3                            | MAX                              |                                  |                                  |                                  |                                  | 320                              | 356                              | 402                              | 454                              |                     |
| Limita de curgere aparentă                    | Re (N/mm2)                       | NOM                              | 240                              | 320                              | 400                              | 480                              |                                  |                                  |                                  |                                  |                     |
| Limita de curgere aparentă                    | Re (N/mm2)                       | MIN                              | 240                              | 340                              | 420                              | 480                              |                                  |                                  |                                  |                                  |                     |
| Limita de curgere convențională               | Rp0.2 (N/mm2)                    | NOM                              |                                  |                                  |                                  |                                  | 640                              | 640                              | 900                              | 1080                             |                     |
| Limita de curgere convențională               | Rp0.2 (N/mm2)                    | MIN                              |                                  |                                  |                                  |                                  | 640                              | 660                              | 940                              | 1100                             |                     |
| Rezistența la sarcină de încercare            | Tensiunea de încercare Sp(N/mm2) |                                  | 225                              | 310                              | 380                              | 440                              | 580                              | 600                              | 830                              | 970                              |                     |
| Rezistența la sarcină de încercare            | Sp/Re sau Sp/Rp0.2               |                                  | 0.94                             | 0.91                             | 0.94                             | 0.91                             | 0.91                             | 0.91                             | 0.88                             | 0.88                             |                     |
| Alungirea la rupere - A5%                     |                                  | MIN                              | 22                               | 14                               | 20                               | 10                               | 12                               | 12                               | 9                                | 8                                |                     |
| Starea materialului în produsul finit         |                                  | Fară tratament termic            | Fară tratament termic            | Fară tratament termic            | Fară tratament termic            | Fară tratament termic            | Cu tratament termic              | Cu tratament termic              | Cu tratament termic              | Cu tratament termic              | Cu tratament termic |

| Categoria de execuție | Simbol | Simbol | Simbol | Grupe de caracteristici mecanice | Grupe de caracteristici mecanice | Grupe de caracteristici mecanice | Grupe de caracteristici mecanice | Grupe de caracteristici mecanice | Grupe de caracteristici mecanice | Grupe de caracteristici mecanice |
| --------------------- | ------ | ------ | ------ | -------------------------------- | -------------------------------- | -------------------------------- | -------------------------------- | -------------------------------- | -------------------------------- | -------------------------------- |
| Categoria de execuție | STAS   | DIN    | 4.8    | 5.8                              | 6.8                              | 8.8 pînă la M16                  | 8.8 după M16                     | 10.9                             | 12.9                             |                                  |
| Precisă               | A      | A      | NU     | NU                               | DA                               | DA                               | DA                               | DA                               | DA                               |                                  |
| Semiprecisă           | B      | B      | DA     | DA                               | DA                               | DA                               | NU                               | NU                               | NU                               |                                  |
| Grosolană             | C      | C      | DA     | DA                               | NU                               | NU                               | NU                               | NU                               | NU                               |                                  |

### Piulițe
| Categoria de execuție          | Grupe de caracteristici mecanice | Grupe de caracteristici mecanice | Grupe de caracteristici mecanice | Grupe de caracteristici mecanice | Grupe de caracteristici mecanice | Grupe de caracteristici mecanice |
| ------------------------------ | -------------------------------- | -------------------------------- | -------------------------------- | -------------------------------- | -------------------------------- | -------------------------------- |
| Categoria de execuție          | 4                                | 5                                | 6                                | 8                                | 10                               | 12                               |
| Tensiunea de încercare - N/mm2 | 400                              | 500                              | 600                              | 800                              | 1000                             | 1200                             |
| Duritate Brinell - max         | 302                              | 302                              | 302                              | 302                              | 353                              | 353                              |
| Duritate Rockwell - max        | 30                               | 30                               | 30                               | 30                               | 36                               | 36                               |

| Categoria de execuție | Simbol | Simbol | Simbol | Grupe de caracteristici mecanice | Grupe de caracteristici mecanice | Grupe de caracteristici mecanice | Grupe de caracteristici mecanice | Grupe de caracteristici mecanice | Grupe de caracteristici mecanice |
| --------------------- | ------ | ------ | ------ | -------------------------------- | -------------------------------- | -------------------------------- | -------------------------------- | -------------------------------- | -------------------------------- |
| Categoria de execuție | STAS   | DIN    | 4      | 5                                | 6                                | 8                                | 10                               | 12                               |                                  |
| Precisă               | A      | A      | NU     | NU                               | DA                               | DA                               | DA                               | DA                               |                                  |
| Semiprecisă           | B      | B      | DA     | DA                               | DA                               | DA                               | NU                               | NU                               |                                  |
| Grosolană             | C      | C      | DA     | DA                               | NU                               | NU                               | NU                               | NU                               |                                  |